# Voo Transbrasil 107
O Voo Transbrasil 107 (IATA: TR 107) foi um voo programado, operado pela Transbrasil, utilizando um Embraer EMB-110C. Em 22 de janeiro de 1976, o Embraer EMB-110 decolou do Aeroporto de Chapecó, em Chapecó, até o Aeroporto de Erechim, em Erechim. Durante a decolagem, a aeronave caiu em um barranco no final da pista após um pneu estourar durante a decolagem. Dos nove ocupantes a bordo, entre passageiros e tripulantes, apenas 2 sobreviveram.

## Aeronave
A aeronave envolvida no acidente era um Embraer EMB-110, prefixo PT-TBD, fabricado em 1976, com o número de série 110-011. A aeronave tinha 20 659 horas de voo.